# Cúp NHK (shogi)
Cúp NHK (Shougi), hay còn được biết đến với tên gọi chính thức là NHK Cup TV Shogi Tournament (NHK杯テレビ将棋トーナメント enu eichi kei hai terebi shōgi tōnamento) (NHK杯テレビ将棋トーナメント enu eichi kei hai terebi shōgi tōnamento) là một giải đấu shougi được tổ chức bởi Hiệp hội Shougi Nhật Bản (JSA) và được tài trợ bởi đài truyền hình NHK (日本放送協会 nippon hōsō kyōkai) (日本放送協会 nippon hōsō kyōkai).

## Lịch sử
Lúc trước, còn được biết đến với tên gọi NHK Cup Competition Shogi Tournament (NHK杯争奪将棋トーナメント enu eichi kei hai sōdatsu tōnamento) Cúp NHK đầu tiên đã được tổ chức vào năm 1951 với tám kỳ thủ chuyên nghiệp (棋士 kishi) Người giành chiến thắng là Yoshio Kimura, lúc bấy giờ cũng đang giữ danh hiệu Meijin. Trước năm 1962, giải đấu chỉ được phát sóng trên đài phát thanh, nhưng bắt đầu từ Cúp NHK lần thứ 12 (1962), giải đấu đã được chiếu trên tivi. Cúp NHK lần thứ 26 (1976) là lúc mà giải đấu lần đầu tiên được phát sóng có màu.
Trước khi Cúp NHK lần thứ 15 (1965) diễn ra, Chỉ những người chơi thuộc bậc A (bậc cao nhất)  mới được phép tham gia giải đấu. Khi số của người được tăng lên từ 8 thành 16 tại Cúp NHK lần thứ 16 (1966), thì giải đấu đã được mở rộng cho các tuyển thủ chuyên nghiệp khác. Số lượng người chơi được tăng lên từ 16 thành 26 tại Cúp NHK lần thứ 27 (1977) và nâng lên bằng với số lượng hiện tại, tức 50, tại Cúp NHK lần thứ 31 (1981). Ngoài ra, kể từ Cúp NHK lần thứ 31 thì có thêm vòng sơ tuyển.
Nữ kỳ thủ chuyên nghiệp (女流棋士 jōryū kishi) lần đầu tiên được phép tham dự vào Cúp NHK lần thứ 43 (1993).
Hiroe Nakai là người phụ nữ đầu tiên tham dự vào giải đấu. Để kỷ niệm giải đấu lần thử 60, lượng người chơi đã được nâng lên thành 51 cho Cúp NHK lần thứ 60 (2010) để cho phép người phụ nữ thứ hai tham dự vào giải đấu này. Số lượng người chơi sau đó lại quay về con số 50 tại Cúp NHK lần thứ 61 (2011)
Mặc dù giải đấu được thu lại trong một phòng thu kín rồi sau đó được phát sóng vào những ngày kế tiếp, trận chung kết của Cúp NHK lần thứ 45 (1995) là trận đấu đầu tiên được tổ chức trước khán giả công chúng....Điều này được lập lại đến Cúp NHK lần thứ 49 (1999). Trận chung kết Cúp NHK lần thứ 57 (2007) là trận đầu tiên được phát sóng trực tiếp.
Để kỷ niệm giải đấu được tổ chức lần thứ 50, trận chung kết của Cúp NHK lần thứ 50 (2000) đã được tổ chức tại Trung tâm Shougi Kansai (関西将棋会館 kansai shōgi kaikan). Đây là lần đầu tiên một trận chung kết diễn ra ở ngoài Tokyo.
Giải đấu sau đó lại quay trở về phát trên đài phát thanh vào năm 2010, khi đó trận chung kết của Cúp NHK lần thứ 60 được tổ chức tại NHK Radio 1. Hai trận chung kết của Cúp NHK lần thứ 61 và 62 đều được phát sóng trên NHK Radio 1. Thêm vào đó, từng trận đấu của toàn bộ giải có thể được xem trực tuyến trong một khoảng thời gian ngắn ngay sau khi nó vừa phát sóng với một lượng phí nho nhỏ qua việc thanh toán với dịch vụ của NHK (On Demand). Dịch vụ video-on-demand (VOD) này, tuy nhiên, chỉ có hiệu lực với những người sống ở Nhật mà thôi. Vào tháng 4 năm 2014, NHK ngừng dịch vụ này cho Cúp NHK lần thứ 64.

## Thể loại
Giải đấu được kết cấu từ hai phần: giải đấu chính và vòng loại. Giải đấu chính bao gồm 6 vòng loại đơn trực tiếp bao gồm 50 tuyển thủ (chia thành "Khu A" và Khu B" với 25 người mỗi khu) cạnh tranh giành danh hiệu "Nhà vô địch Cúp NHK". 4 vòng đấu đầu tiên quyết định 4 người chơi nào sẽ gặp nhau trong 2 trận bán kết cũng như tìm ra người chiến thắng ở mỗi khu; Hai người chiến thắng sau đó sẽ gặp nhau ở trận chung kết để phân thắng bại chung cuộc của giải đấu. Tất cả các trận đấu trong suốt mùa giải đều được phát sóng trên Tivi.

### Những người tham gia
Tổng cộng 50 người thi đấu trong giải chính: 49 kỳ thủ và 1 kỳ thủ nữ. Trong số 50 người chơi, sẽ có 32 người chơi Hạt giống và 18 người chơi chiến thắng vòng loại  Người chơi Hạt giống được xác định dựa trên kết quả từ ngày 31 tháng 12 năm trước.Các tiêu chuẩn lựa chọn tuyển thủ hạt giống như sau:
1. Nhà vô địch, Á quân và hai người thua trong trận bán kết năm trước. (Những người chơi này được đặt cách không bị bắt cặp với nhau cho đến vòng bán kết (vòng 5).
2. Người giữ một trong 7 đại danh hiệu của giới Shougi: Meijin, Ryuou, Kiou, Osho, Oza, Oi, và Kisei
3. Kỳ thủ nắm giữ danh hiệu trọn đời hoặc đã đạt được những danh hiệu tương tự (bao gồm cả danh hiệu "nhà vô địch NHK trọn đời") và người chơi từ bậc A đến B1
4. Người chiến thắng trong các giải đấu khác trong năm trước.
5. Vị trí dành cho người phụ nữ mang danh hiệu.
6. Những người chơi đã thể hiện đặc biệt xuất sắc trong năm trước. Điển hình là những người chơi đứng top trong số trận đã chơi, số trận đã thắng, và tỉ lệ chiến thắng dựa vào thông số hạng cuối mùa bởi JSA. (Tuy nhiên số lượng thực tế lệ thuộc vào số lượng người chơi được lựa chọn theo cách thức từ 1 đến 4 được nên trên)

Trong số những người chơi hạt giống, 14 người được trực tiếp chuyển đến vòng 2, và, chỉ cần thắng 5 trận để chiến thắng giải đấu. Trong đó bao gồm đương kim vô địch Cúp NHK, Á quân năm vừa qua, hai kỳ thủ chơi trong trận bán kết và tất cả những người thuộc bậc A tính đến thời điểm ngày 31 tháng 12 năm trước.

### Điều khiển thời gian
Cúp NHK là một dạng giải đấu "quick play" (早指し hayazashi) thời gian khá ngắn so với những trận đấu tranh đoạt danh hiệu. Toàn bộ trò chơi thường kéo dài không quá chín mươi phút trong khi đó, các trận tranh các danh hiệu lớn thường kéo dài hai ngày, và một nước đi có thể mất hàng giờ. Một đồng hồ đối chiếu sẽ được sử dụng để theo dõi thời gian của mỗi người chơi. Không giống như các giải đấu cờ vua chuyên nghiệp, kỳ thủ shougi không cần phải thao tác với đồng hồ hay quan tâm tới điểm số vì họ sẽ có một người khác quản lý điểm số chính thức cho họ đến từ hiệp hội.

#### Vòng loại
Trong vòng loại, thời gian chính thức của mỗi người chơi là 20 phút, sau khi dùng hết thời gian này, họ sẽ phải sử dụng thời gian byoyomi dài 30 giây. Người chơi không thực hiện thành công nước đi sau khi hết 30 giây này sẽ bị xử thua. Thời gian byoyomi được đếm ngược bởi người quản lý điểm số trò chơi chính thức.

#### Vòng đấu chính (Các trận được phát lên Tivi)
Thời gian chính thức của mỗi người chơi là 10 phút. Sau khi dùng hết 10 phút thì sẽ chuyển đến thời gian suy nghĩ kéo dài 1 phút và có tổng cộng 10 lần (tức 10 phút). Khi người chơi dùng hết thời gian suy nghĩ, byoyomi sẽ được tính với độ dài 30 giây cho mỗi nước đi. Và thời gian được công bố bởi người quản lý tương tự như ở vòng loại.

## Các kỉ lục được ghi lại
- Vô địch nhiều lần nhất: Yoshiharu Habu, 10 lần
- Người trẻ tuổi nhất giành chức vô địch: Yoshiharu Habu, 18 tuổi, tại Cúp NHK lần thứ 38 (1988)
- Người lớn tuổi nhất giành chức vô địch: Yasuharu Oyama, 61 tuổi, tại Cúp NHK lần thứ 30 (1980)
- Người có bậc thấp nhất từng vô địch: Yoiichi Kushida, 4 dan, tại Cúp NHK lần thứ 39 (1989)
- Chuỗi chiến thắng liên tiếp nhiều nhất: Yoshiharu Habu, 4 lần, từ kì 58 đến kì 61 (2008 đến 2011)
- Người lớn tuổi nhất giành chiến thắng trong giải đấu: Yuzo Maruta thắng vòng 1 tại Cúp NHK lần thứ 42 (1992) năm 73 tuổi.
- Người lớn tuổi nhất được tham dự giải đấu: Michio Ariyoshi tại kì 60 (2010) năm 75 tuổi. Ông thua ngay tại vòng đấu đầu tiên.
- Thời gian lâu giất giữa 2 lần vô địch: 12 năm, Hifumi Katou vô địch Cúp NHK lần thứ 43 (1993), tức 12 năm kể từ khi chức vô địch tại Cúp NHK lần thứ 31  1981)
- Trận đấu có ít nước đi nhất: 39, Tetsrou Itadani 5 dan (sente-đi trước) vs Tadahisa Maruyama 9 dan (gote-đi sau) trong trân bán kết Cúp NHK lần thứ 60 (2010)

### Nhà vô địch Cúp NHK trọn đời
Người thắng giải đấu với tổng số lần là 10 sẽ được trao danh hiệu "Nhà vô địch Cúp NHK trọn đời" và được quyền tham dự tất cả các kì sau với tư cách kỳ thủ hạt giống. Tính đến nay, chỉ có mỗi Yoshiharu Habu nhận được danh hiệu này. Những người gần tiến đến danh hiệu này là Yasuharu Oyama (đã mất), đã chiến thắng 8 lần, và tiếp đến là Hifumi Katou với 7 lần. Habu chính thức nhận được danh hiệu sau khi đánh bại Akira Watanabe để giành chức vô địch Cúp NHK lần thứ 61 (2011) vào tháng 3 năm 2012.

### Những người chiến thắng
Sau đây là danh sách của các nhà vô địch và Á quân trong các giải đấu tranh Cúp NHK trước..
STT là số thứ tự, tức chỉ Cúp NHK lần thứ...
| STT. | Năm  | Về nhất             | Về nhì            |
| ---- | ---- | ------------------- | ----------------- |
| 1    | 1951 | Yoshio Kimura       | Kōzō Masuda       |
| 2    | 1952 | Kōzō Masuda         | Yūzō Maruta       |
| 3    | 1953 | Masao Tsukada       | Motoji Hanamura   |
| 4    | 1954 | Yasuharu Ōyama      | Masao Tsukada     |
| 5    | 1955 | Yasuharu Ōyama (2)  | Renshō Nada       |
| 6    | 1956 | Yasuo Harada        | Renshō Nada       |
| 7    | 1957 | Kōzō Masuda (2)     | Renshō Nada       |
| 8    | 1958 | Renshō Nada         | Yasuharu Ōyama    |
| 9    | 1959 | Yūzō Maruta         | Genichi Ōno       |
| 10   | 1960 | Hifumi Katō         | Yasuharu Ōyama    |
| 11   | 1961 | Yasuharu Ōyama (3)  | Hiroji Katō       |
| 12   | 1962 | Renshō Nada (2)     | Kōzō Masuda       |
| 13   | 1963 | Kōzō Masuda (3)     | Hifumi Katō       |
| 14   | 1964 | Yasuharu Ōyama (4)  | Masao Tsukada     |
| 15   | 1965 | Yūzō Maruta (2)     | Kōzō Masuda       |
| 16   | 1966 | Hifumi Katō (2)     | Tatsuya Futagami  |
| 17   | 1967 | Noboru Ōtomo        | Tatsuya Futagami  |
| 18   | 1968 | Yūzō Maruta (3)     | Michiyoshi Yamada |
| 19   | 1969 | Kunio Naitō         | Shigeru Sekine    |
| 20   | 1970 | Yasuharu Ōyama (5)  | Makoto Nakahara   |
| 21   | 1971 | Hifumi Katō (3)     | Nobuyuki Ōuchi    |
| 22   | 1972 | Yasuharu Ōyama (6)  | Kunio Yonenaga    |
| 23   | 1973 | Hifumi Katō (4)     | Kunio Naitō       |
| 24   | 1974 | Makoto Nakahara     | Kunio Naitō       |
| 25   | 1975 | Nobuyuki Ōuchi      | Tatsuya Futagami  |
| 26   | 1976 | Hifumi Katō (5)     | Kunio Yonenaga    |
| 27   | 1977 | Makoto Nakahara (2) | Hifumi Katō       |
| 28   | 1978 | Kunio Yonenaga      | Kazuo Manabe      |
| 29   | 1979 | Yasuharu Ōyama (7)  | Keiji Mori        |
| 30   | 1980 | Michio Ariyoshi     | Makoto Nakahara   |
| 31   | 1981 | Hifumi Katō (6)     | Hatasu Itō        |
| 32   | 1982 | Makoto Nakahara (3) | Teruichi Aono     |
| 33   | 1983 | Yasuharu Ōyama (8)  | Hifumi Katō       |

| STT | Năm  | Về nhất                | Về nhì              |
| --- | ---- | ---------------------- | ------------------- |
| 34  | 1984 | Torahiko Tanaka        | Hifumi Katō         |
| 35  | 1985 | Kōji Tanigawa          | Kunio Naitō         |
| 36  | 1986 | Yūji Maeda             | Keiji Mori          |
| 37  | 1987 | Makoto Nakahara (4)    | Osamu Nakamura      |
| 38  | 1988 | Yoshiharu Habu         | Makoto Nakahara     |
| 39  | 1989 | Yōichi Kushida         | Akira Shima         |
| 40  | 1990 | Manabu Senzaki         | Yoshikazu Minami    |
| 41  | 1991 | Yoshiharu Habu (2)     | Yasuaki Tsukada     |
| 42  | 1992 | Makoto Nakahara (5)    | Akira Shima         |
| 43  | 1993 | Hifumi Katō (7)        | Yasumitsu Satō      |
| 44  | 1994 | Makoto Nakahara (6)    | Kunio Yonenaga      |
| 45  | 1995 | Yoshiharu Habu (3)     | Daisuke Nakagawa    |
| 46  | 1996 | Toshiyuki Moriuchi     | Nobuyuki Yashiki    |
| 47  | 1997 | Yoshiharu Habu (4)     | Satoshi Murayama    |
| 48  | 1998 | Yoshiharu Habu (5)     | Kazushiza Horiguchi |
| 49  | 1999 | Daisuke Suzuki         | Masataka Gōda       |
| 50  | 2000 | Yoshiharu Habu (6)     | Toshiaki Kubo       |
| 51  | 2001 | Toshiyuki Moriuchi (2) | Yasumitsu Satō      |
| 52  | 2002 | Hiroyuki Miura         | Manabu Senzaki      |
| 53  | 2003 | Toshiaki Kubo          | Yoshiharu Habu      |
| 54  | 2004 | Takayuki Yamasaki      | Yoshiharu Habu      |
| 55  | 2005 | Tadahisa Maruyama      | Akira Watanabe      |
| 56  | 2006 | Yasumitsu Satō         | Toshiyuki Moriuchi  |
| 57  | 2007 | Yasumitsu Satō (2)     | Daisuke Suzuki      |
| 58  | 2008 | Yoshiharu Habu (7)     | Toshiyuki Moriuchi  |
| 59  | 2009 | Yoshiharu Habu (8)     | Tetsurō Itodani     |
| 60  | 2010 | Yoshiharu Habu (9)     | Tetsurō Itodani     |
| 61  | 2011 | Yoshiharu Habu (10)    | Akira Watanabe      |
| 62  | 2012 | Akira Watanabe         | Yoshiharu Habu      |
| 63  | 2013 | Masataka Gōda          | Tadahisa Maruyama   |
| 64  | 2014 | Toshiyuki Moriuchi (3) | Hisashi Namekata    |
| 65  | 2015 | Yasuaki Murayama       | Shōta Chida         |

## Nữ kỳ thủ
Các nữ kỳ thủ đã bắt đầu tham gia kể từ giải đấu lần thứ 43 (1993). Bảng số liệu sau cho biết ai là người được tham gia kèm với đối thủ của họ và kết quả.
Trong đó STT là số thứ tự, tức chỉ Cúp NHK lần thứ...; và W là trận thắng - L là trận thua.
| STT | Năm  | Nữ kỳ thủ      | Đối thủ                      | Kết quả |
| --- | ---- | -------------- | ---------------------------- | ------- |
| 43  | 1993 | Hiroe Nakai    | Manabu Senzaki 5d            | L       |
| 44  | 1994 | Ichiyo Shimizu | Shingo Hirafuji 4d           | L       |
| 45  | 1995 | Ichiyo Shimizu | Naruyuki Hatakeyama 5d       | L       |
| 46  | 1996 | Ichiyo Shimizu | Hiroki Iizuka 4d             | L       |
| 47  | 1997 | Ichiyo Shimizu | Koichi Fukaura 5d            | L       |
| 48  | 1998 | Ichiyo Shimizu | Kensuke Kitahama 6d          | L       |
| 49  | 1999 | Ichiyo Shimizu | Akio Ichikawa 6d             | L       |
| 50  | 2000 | Hiroe Nakai    | Hirotaka Nozuki 4d           | L       |
| 51  | 2001 | Ichiyo Shimizu | Naruyuki Hatakeyama 6d       | L       |
| 52  | 2002 | Ichiyo Shimizu | Jun'ichi Kase 6d             | L       |
| 53  | 2003 | Hiroe Nakai    | Mamoru Hatakeyama 6d         | W       |
| 53  | 2003 | Hiroe Nakai    | Teruichi Aono 9d             | W       |
| 53  | 2003 | Hiroe Nakai    | Makoto Nakahara Lifetime 10d | L       |
| 54  | 2004 | Hiroe Nakai    | Shūji Satō 6d                | W       |
| 54  | 2004 | Hiroe Nakai    | Yasumitsu Satō Kisei         | L       |

| STT | Năm  | Nữ kỳ thủ      | Đối thủ                | Kết quả |
| --- | ---- | -------------- | ---------------------- | ------- |
| 55  | 2005 | Ichiyo Shimizu | Takeshi Kawakami 5d    | L       |
| 56  | 2006 | Ryoko Chiba    | Isao Nakata 7d         | L       |
| 57  | 2007 | Ryoko Chiba    | Kazutoshi Satō 4d      | L       |
| 58  | 2008 | Ichiyo Shimizu | Tetsurō Itodani 4d     | L       |
| 59  | 2009 | Rieko Yauchi   | Yōichi Kushida 6d      | L       |
| 60  | 2010 | Kana Satomi    | Hiroshi Kobayashi 6d   | L       |
| 60  | 2010 | Ichiyo Shimizu | Kazushiza Horiguchi 7d | L       |
| 61  | 2011 | Tomomi Kai     | Akira Shima 9d         | L       |
| 62  | 2012 | Tomomi Kai     | Hirotaka Nozuki 7d     | L       |
| 63  | 2013 | Hatsumi Utsumi | Kazuhiro Nishikwa 4d   | L       |
| 64  | 2014 | Manao Kagawa   | Manabu Kumasaka 5d     | L       |
| 65  | 2015 | Tomomi Kai     | Tetsuya Fujimori 4d    | L       |
| 66  | 2016 | Momoko Katō    | Kazutoshi Satō 6d      | L       |